# Liliane Saint-Pierre
Liliane Saint-Pierre (* 18. Dezember 1948 in Diest, Flandern, eigentlich Liliane Keuninckx), auch nur als Liliane bekannt, ist eine belgische Sängerin.

## Leben

### Frühe Jahre und Erfolge in Frankreich
Saint-Pierre begann ihre musikalische Karriere in den 1960er Jahren, als sie in verschiedenen belgischen Fernsehsendungen als Sängerin mitwirkte. Mit 15 Jahren gewann sie einen Gesangswettbewerb von Radio Limburg, woraufhin sie (noch unter dem Namen Liliane) ihre erste Single We Gotta Stop veröffentlichen durfte, die ein Verkaufserfolg war. Kurz darauf nahm sie am Songfestival von Knokke teil und veröffentlichte mit Leider leider leider ihre erste Schallplatte auf Deutsch. Sie veröffentlichte weitere Lieder auf Flämisch und Englisch. Mit 18 Jahren lernte sie den französischen Sänger und Produzenten Claude François kennen, den sie bat, ihr zu helfen, eine Karriere in Frankreich aufzubauen. Damit ihr Name „französischer“ klingt, wurde ihr der Nachname Saint-Pierre angehängt. Sie feierte in Frankreich einige Erfolge und trat unter anderem in der Olympia in Paris auf. Anfang der 1970er Jahre gehörte sie dem aus sieben Männern und drei Frauen bestehenden Musiker- und Laien-Ensemble Miloscope an. Die Gruppe erregte mit ihrer in Kirchen in Belgien, Österreich und Deutschland aufgeführten „Moderne[n] Klangbibel“ Glory Halleluja 2000 großes Aufsehen. Über die Jahre trat sie mit Titeln von Künstlern wie den Bee Gees, den Platters und Jimi Hendrix auf.

### Neuer Aufschwung und Teilnahme am Eurovision Song Contest
Ab Ende der 1970er Jahre machte die Sängerin weniger von sich reden. Erst 1985 hatte sie ihren nächsten Hit: Mijn grote liefde heet muziek. 1987 nahm sie am belgischen Vorentscheid zum Eurovision Song Contest teil, der vom flämischen Fernsehsender VRT veranstaltet wurde. Mit ihrem Beitrag Soldiers of Love, zu dem sie selbst den Text verfasst hatte konnte sie die Vorentscheidung gewinnen; sie erhielt 63 Punkte und konnte sich daher mit fünf Punkten Vorsprung gegen den zweitplatzierten Sänger Bart Kaëll durchsetzen. Beim Eurovision Song Contest 1987, der nach dem ersten Sieg Belgiens 1986 erstmals in Brüssel stattfand, erreichte sie das Mittelfeld: mit 56 Punkten belegte sie den elften Platz unter 22 Teilnehmern. Sie nahm ihren ursprünglich auf Niederländisch gesungenen Beitrag auch auf Englisch, Deutsch und Französisch auf.

### 1990er Jahre bis heute
Nach einigen ruhigeren Jahren beschloss die Sängerin, sich musikalisch neu zu orientieren: sie coverte eine Reihe von Disco-Klassikern wie In Private, I was made for loving you, Je vais à Rio und Alexandrie, Alexandra, die teilweise kommerzielle Überraschungserfolge waren. 1997 nahm sie mit der Gruppe Get Ready! den Titel Geef me tijd auf und erreichte die Top 10 der flämischen Verkaufscharts. 2004 wurde in ihrer Heimatstadt Diest zu Ehren ihrer 40-jährigen Karriere ein großes Konzert veranstaltet. Zudem gab es eine Ausstellung über die Sängerin unter dem Titel De Liliane à Saint-Pierre. 2005 wurde sie eines der Jurymitglieder der belgischen Ausgabe der Castingshow X-Factor. Im Sommer 2006 hatte sie regelmäßige Auftritte in Blankenberge, zudem wirkte sie in der Revue Crazy le cirque mit.

## Diskografie

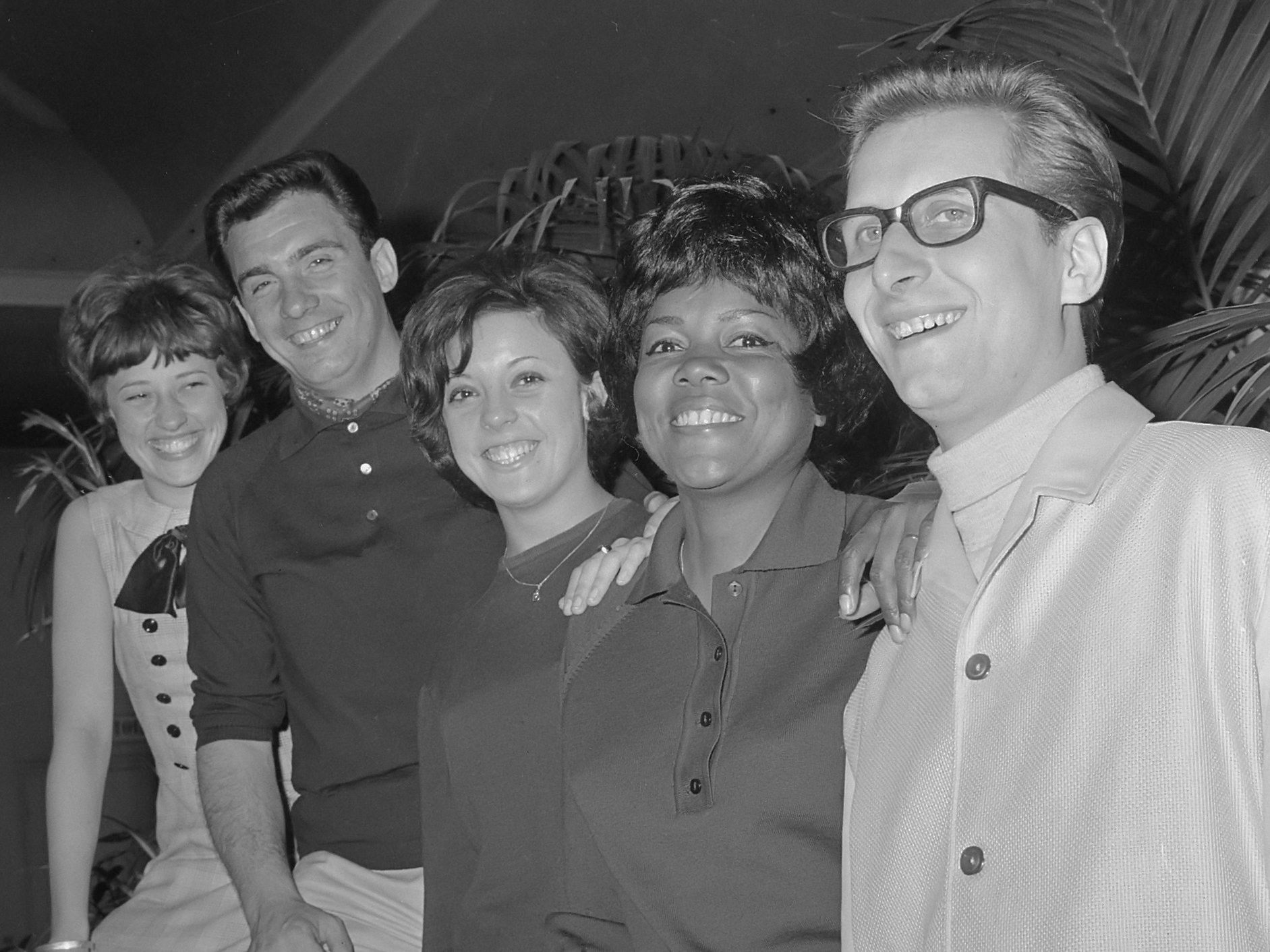
V. l. n. r. Tonia, Maurice Dean, Liliane, Cecily Forde und Eddie Defacq (1965 beim Songfestival von Knokke)

### Alben
- 1968: Mijn grootste successen
- 1969: Hier is .. Liliane St.Pierre
- 1970: Glory Hallelujah (niederländische und französische Version)
- 1971: De duizend talen van het hart / Les milles langues de l’amour
- 1975: Liliane St. Pierre (niederländische und französische Version)
- 1987: Jezus people 2000 (niederländische und französische Version)
- 1988: Liliane St. Pierre
- 1990: In kontrast
- 1995: 31 jaar
- 1997: Ik ben wie ik ben
- 1998: Gewoon een vrouw
- 2014: Daglicht
- 2020: Karma

### Singles

#### AlsLiliane
- 1963: We Gotta Stop
- 1967: Du bist so wie ein Fremder
- 1967: Du hast dich verändert
- 1967: Leider, leider, leider
- 1967: Schuld bist du daran
- 1971: Das ist nun mal meine Persönlichkeit

#### AlsLiliane Saint-Pierre
- 1975: Joue ma fille
- 1975: Que le temps semble long
- 1987: Soldiers of Love
- 1989: Sacha
- 1993: Ik vecht voor jou
- 1996: Ik wil alles met je doen
- 1996: Ik kom zacht naar je toe
- 1997: Ik ben niet van jou
- 1997: Rio
- 1997: Geef me tijd
- 1998: Verleiden